# آندریا براکالتی
آندریا براکالتی (انگلیسی: Andrea Bracaletti؛ زادهٔ ۱۷ ژانویهٔ ۱۹۸۳) بازیکن فوتبال اهل ایتالیا است.
از باشگاه‌هایی که در آن بازی کرده‌است می‌توان به باشگاه فوتبال چزنا، باشگاه فوتبال ساسولو، باشگاه فوتبال جنوآ، باشگاه فوتبال آولینو، و باشگاه فوتبال اسپال اشاره کرد.